# Water Polo Yankees
Water Polo Yankees (水球ヤンキース, Suikyu Yankisu) é uma série de televisão japonesa produzida e exibida pela Fuji Television em 2014, estrelada por Yuto Nakajima, Ohara Sakurako e Yamazaki Kento.

## Elenco
- Yuto Nakajima como Inaba Naoya
- Yuya Takaki como Kitajima Torao
- Ohara Sakurako como Iwasaki Nagisa
- Yamazaki Kento como Mifune Ryuuji
- Chiba Yudai como Kimura Tomoki
- Nakagawa Taishi como Shimura Kohei
- Yoshizawa Ryo como Kato Shinsuke
- Mamiya Shotaro como Chiaki Ryo
- Kurashina Kana como Hisashi Tsuyoshi
- Morimoto Leo como principal
- Kitamura Yukiya como assistente principal
- Shinkawa Yua como Fujisaki Rei
- Suzuki Nobuyuki como Goda Tsuyoshi
- Oomasa Aya como professor de matemática
- Minagawa Sarutoki como um pai
- Iketsu Shoko como um pai
- Sano Hinako como Shibata Riko
- Kakei Miwako como Maehata Ryoko
- Yamoto Yuma como Miyaguchi Koki